# 콜랭 패
콜랭 응고랑 패(프랑스어: Collins Ngoran Fai, 1992년 8월 13일 ~ )은 세르비아 수페르리가 소속 팀인 라드니치키 니시에서 오른쪽 풀백, 왼쪽 풀백로 활약하고 있는 카메룬의 축구 선수이다.